# Euthycera arcuata
Euthycera arcuata är en tvåvingeart som först beskrevs av Friedrich Hermann Loew 1859.  Euthycera arcuata ingår i släktet Euthycera och familjen kärrflugor. Inga underarter finns listade i Catalogue of Life.